# Neoimperialismo
Neoimperialismo é uma política de dominação não só territorial, militar e econômico, como também cultural, de uma nação sobre outra. O neoimperialismo recebe esse nome pois assemelha-se muito ao imperialismo  da segunda revolução industrial, praticado por diversas potências européias. As principais diferenças entre as duas políticas é a existência, no neoimperialismo, do domínimo informal (cultural e econômico), em contraste com o domínio apenas formal (territorial, militar e econômico) do imperialismo tradicional.